# Parafia św. Piotra Apostoła w Jabiru
Parafia św. Piotra Apostoła w Jabiru – parafia rzymskokatolicka, należąca do diecezji Darwin.
Święty Piotr został ogłoszony patronem parafii 22 sierpnia 1982 roku, na trzy miesiące przed oficjalnym otwarciem kościoła parafialnego, które to miało miejsce 7 listopada 1982 roku.  Obecnie w niedzielnej mszy św. uczestniczy zwykle około 50 parafian.